# 산조오하시

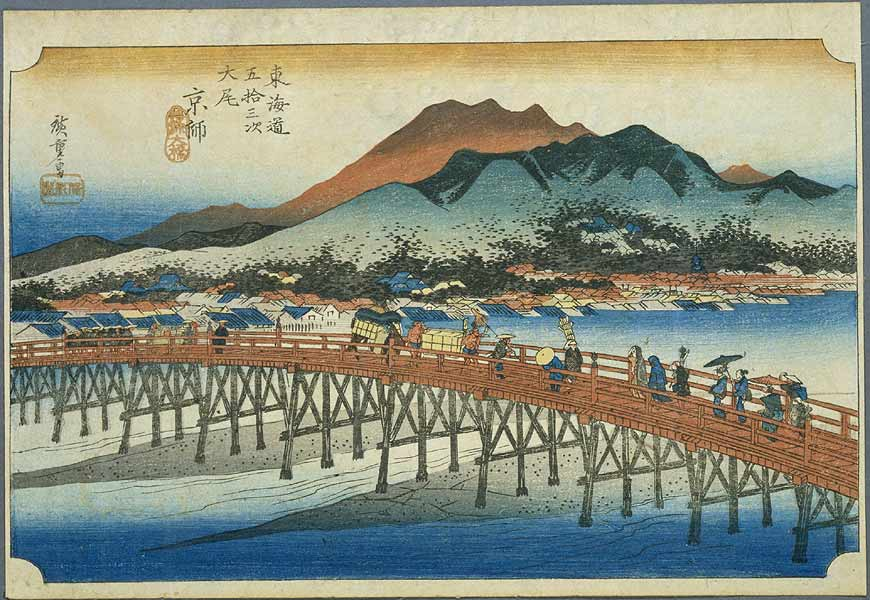
산조오하시를 그린 우타가와 히로시게의 우키요에

산조오하시(三条大橋)는 일본의 교토부 교토시의 가모가와강 위에 가설되어 있는 다리이다.

## 다리 개요
- 완성：1950년
- 다리 길이：73m
- 폭：16.7m